# Бут, Тимофей Тимофеевич
Бут Тимофей Тимофеевич (10 января 1912 — 10 ноября 1964) — советский военно-морской политработник, участник Великой Отечественной войны на Чёрном море, контр-адмирал (25 мая 1959).

## Биография
Родился 10 января 1912 года в селе Ново-Михайловка Новомихайловской волости Бердянского уезда Таврической губернии Российской империи в семье украинского крестьянина. Работал в колхозе.
С 14 ноября 1931 года в РККФ краснофлотец Учебного отряда Морских сил Чёрного моря. С декабря 1931 года краснофлотец-дальномерщик крейсера «Профинтерн». Вступил в ВКП(б) в 1932 году. С 15 февраля 1933 года секретарь комсомольской организации крейсера «Красный Кавказ». В 1934 году окончил Комвуз при политуправления Морских сил Чёрного моря. С 20 января 1936 года политрук БЧ-2 крейсера «Красный Кавказ». С 1 мая 1938 года обучался на Курсах преподавателей истории СССР «ОКПО» при Военно-морской академии им. К. Е. Ворошилова. С 20 октября 1938 года преподаватель истории СССР на социально-экономическом цикле 2-го Военно-морского училища. В 1939 году сдал экзамен по программе приказа народного комиссариата военно-морского флота № 260. 
Великая Отечественная война
С 15 января 1941 году военком эсминца «Беспощадный».  
«Моряки, оставшиеся на корабле, трудились не покладая рук. Они вкладывали в ремонтные работы всю свою энергию и изобретательность. В бригады входили вместе с рабочими. Между теми и другими разгоралось соревнование. Душой его выступал Бут. Наш неутомимый комиссар умел разжечь в людях творческий огонек, вдохнуть в каждого энтузиазм, без которого немыслима победа ни в бою, ни в труде…Простились мы и с нашим комиссаром. Это было, пожалуй, самое тяжелое расставание. Матросы ходили потерянные, сами не свои, словно отца провожали. Тимофей Тимофеевич Бут, человек большой и щедрой души, действительно стал родным для каждого из нас. Но ему, с его неукротимой, бьющей через край энергией, уже стала тесной палуба миноносца. Его назначили на крейсер „Красный Крым“ заместителем командира по политической части (так теперь стали называться наши комиссары). Мы продолжали служить в одной эскадре. Бут часто приходил на „Беспощадный“ и всегда был здесь самым желанным гостем».
Во время операции по поддержке артогнем наступление частей Одесского оборонительного района (22-23 сентября 1941 г.) лично проявил большое мужество и отвагу, показал пример высокой стойкости и выдержки настоящего боевого комиссара. С 10 марта 1942 года военком дивизиона эсминцев эскадры Черноморского флота. В связи с введением единоначалия в Вооружённых силах СССР и отмены института военных комиссаров в октябре 1942 в конце 1942 года переаттестован в звании капитана 3 ранга. С 20 ноября 1942 года замполит крейсера «Красный Крым». С февраля 1944 года в распоряжении Военного совета Черноморского флота. С марта 1944 года замполит 2-го дивизиона тральщика бригады траления и заграждения. С апреля 1945 года 1-го дивизиона тральщика бригады траления и заграждения, старший инструктор организационно-инструкторского отдела политуправления ЧФ. Лично принимал участие в тралении портов Ялты и Одессы, а также фарватеров Главной базы Черноморского флота Севастополя. 
Послевоенная служба
С июля 1945 года замполит крейсера «Молотов». С ноября 1949 года по февраль 1951 года обучался на Высших военно-политических курсах ВМФ, после окончания которых назначен замполитом и начальником политотдела штаба и органов управления 5-го ВМФ/Тихоокеанского флота. С ноября 1959 года замполит, а с марта 1960 года секретарь парткома НИИ № 4 ВМФ в Ленинграде. 
Из характеристики (1962): «Был избран секретарем партийного комитета 4 Института ВМФ в марте 1960 года, а затем дважды, в феврале и августе 1961 года, переизбирался на эту должность… проявил себя опытным и принципиальным работником, умеющим организовать и целеустремлять коллектив на выполнение стоящих перед ним задач. Имея большой опыт партийнополитической работы, полученный за период службы на кораблях и в частях ВМФ, тов. Бут освоил специфику задач, решаемых коллективом института, уделял большое внимание деловым связям с организациями промышленности и научно-исследовательскими полигонами СА и ВМФ». 
С декабря 1962 года в распоряжении ГПУ СА и ВМФ СССР. С марта 1963 года замполит начальника общевойскового снабжения тыла Северного флота. Умер 10 ноября 1964 года в Мурманске, похоронен на Красненьком кладбище в Ленинграде.

## Воинские звания
- Старший политрук[3]
- Капитан 3 ранга — 1942[3]
- Капитан 2 ранга[3]
- Капитан 1 ранга
- Контр-адмирал — 25.05.1959[2]

## Награды
Орден Красного Знамени (1941, 1949, 1952), Орден Отечественной войны I степени (1945), Орден Красной звезды (1947), кавалер Ордена Звезды Румынии V класса (1949), Медаль «За боевые заслуги», Медаль «За оборону Кавказа», Медаль «За оборону Севастополя», Медаль «За оборону Одессы», Медаль «За победу над Германией в Великой Отечественной войне 1941—1945 гг.»